# Katsunobu Katō

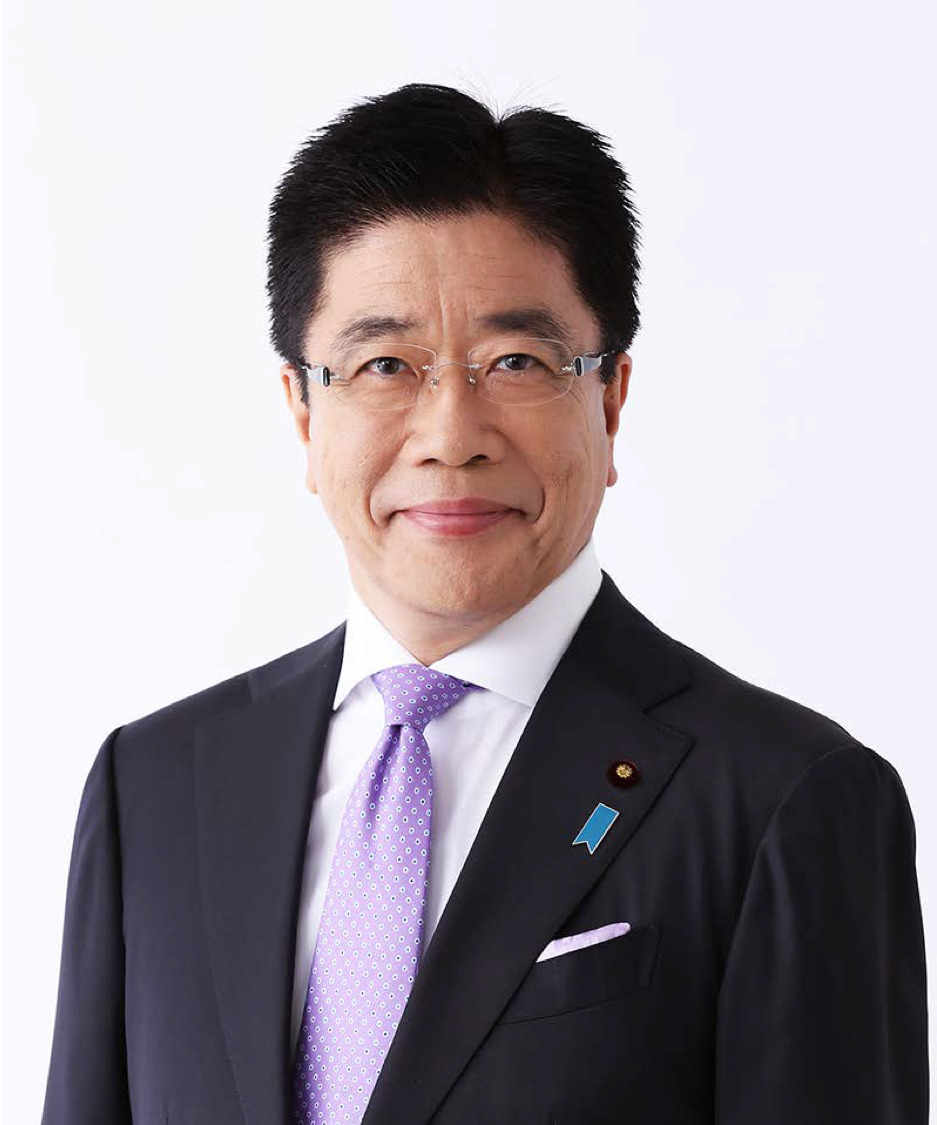
Katsunobu Katō, 2019

Katsunobu Katō (jap. 加藤 勝信 Katō Katsunobu; * 22. November 1955 in der Präfektur Tokio) ist ein japanischer Politiker (LDP, Motegi-Faktion), Abgeordneter im Nationalparlament (Abgeordnetenhauswahlkreis Okayama 3), seit 2024 Finanzminister und ehemaliger Leiter des Kabinettssekretariats und mehrfacher Sozialminister.

## Leben
Katō, der Schwiegersohn von Katō Mutsuki (zuletzt Wahlkreis Okayama 4), wurde nach seinem Studienabschluss 1979 an der wirtschaftswissenschaftlichen Fakultät der Universität Tokio Beamter im Finanzministerium. Zeitweise wurde er ins Postministerium entsandt, 1994 war er Ministersekretär im Landwirtschaftsministerium. 1995 beendete er seine Beamtenkarriere und wurde Abgeordnetensekretär seines Schwiegervaters. 2000 wurde er Gastdozent an der Kawasaki Iryō Fukushi Daigaku (~ „Kawasaki-Hochschule für Medizin und Sozialwesen“) in Kurashiki.
In die aktive Politik wechselte Katō zur Abgeordnetenhauswahl 2003, bei der er auf der LDP-Liste im Block Chūgoku bei der Verhältniswahl kandidierte. Alleine auf Platz drei gesetzt, war er erstmals gewählt, 2005, nun auf Platz zwei der Liste, wiedergewählt. Danach sollte sich Katō nach der „Costa-Rica-Methode“ die LDP-Kandidatur im Wahlkreis Okayama 5 mit Yoshitaka Murata teilen; da Murata sich aber zur Wahl 2012 aus der Politik zurückzog, war Katō effektiv ab 2009 der LDP-Kandidat für den Wahlkreis Okayama 5. Diesen gewann er bei der landesweiten LDP-Erdrutschniederlage 2009 mit absoluter Mehrheit und wurde 2012, 2014, 2017 und 2021 mit Zweidrittelmehrheiten sicher bestätigt. Zur Abgeordnetenhauswahl 2024 verlor Okayama einen Wahlkreis, und Katō übernahm den neu zugeschnittenen Wahlkreis 3, wo er sich mit rund 65 % der Stimmen gegen Tomoko Hata (29 %, KDP, vorher ebenfalls Wahlkreis 5) durchsetzte.
In der LDP war Katō unter anderem ab 2011 Vorsitzender des LDP-Präfekturverbands Okayama, in der Regierung von 2007 bis 2008 für die Kabinette Abe und Fukuda parlamentarischer Staatssekretär im Kabinettsamt. Von 2012 bis 2015 war er in Shinzō Abes zweitem und drittem Kabinett stellvertretender Leiter des Kabinettssekretariats. Im Oktober 2015 berief ihn Abe bei einer Kabinettsumbildung als Minister für Geburtenrückgang sowie für Geschlechtergleichstellung ins Kabinett; dort ist er darüber hinaus für mehrere Querschnittsaufgaben und Regierungsprogramme zuständig, darunter die Entführungen japanischer Staatsbürger durch Nordkorea und Abes neues Programm für eine ichioku sōkatsuyaku [shakai] (一億総活躍[社会], etwa „[eine Gesellschaft, in der] 100 Millionen aktiv sind“; die Formulierung erinnert manche Kommentatoren an ichioku…-/„100-Millionen…“-Propagandaslogans der Reichsregierung im Pazifikkrieg – die Regierung bestreitet eine Bezugnahme – oder die Generalmobilmachung; für englischsprachige Ausländer als "Promoting Dynamic Engagement of All Citizens" übersetzt).
In der Kabinettsumbildung vom 3. August 2017 wurde Katō Minister für Gesundheit, Arbeit und Soziales und war auch weiterhin für das Problem der Entführung japanischer Staatsbürger durch Nordkorea und neu für die „Reform der Arbeitsweise“ (Regierungsinitiative zur Beschränkung extrem langer Arbeitszeiten) zuständig; wurde jedoch bei der „Aktivierung aller 100 Millionen“ von Staatsminister Masaji Matsuyama abgelöst.
Nach Abes Wiederwahl gegen Shigeru Ishiba als Parteivorsitzender 2018 rückte Katō bei der anschließenden Umbildung von Kabinett und Parteivorstand am 2. Oktober 2018 als Vorsitzender des Exekutivrates in den engsten Kreis der Parteiführung auf. Er wurde in dieser Position Nachfolger seines Faktionsvorsitzenden Wataru Takeshita. Die Takeshita-Faktion war neben Ishibas eigener Faktion die einzige Faktion, die sich bei der Wahl des Vorsitzenden nicht geschlossen für Abe ausgesprochen hatte, und Takeshita selbst hatte Ishiba unterstützt, während Katō Abe nähersteht. Bei der Kabinettsumbildung im September 2019 wechselte Katō zurück ins Kabinett und wurde erneut Minister für Gesundheit, Arbeit und Soziales; in seine Amtszeit fiel der Beginn der COVID-19-Pandemie in Japan.
Im Kabinett von Abes Nachfolger Yoshihide Suga, vorher selbst Chefkabinettssekretär, übernahm Katō von September 2020 bis Oktober 2021 das Kabinettssekretariat.
Im August 2022 übernahm er bei der Kabinettsumbildung nach der Senatswahl 2022 im Kabinett Kishida II erneut das Sozial- und Arbeitsministerium und blieb bis zur erneuten Kabinettsumbildung im September 2023 im Amt.
Im September 2024 trat Katō bei der Wahl zum LDP-Vorsitz um Kishidas Nachfolge an, schied aber im ersten Wahlgang auf dem neunten und letzten Platz aus. Unter Wahlsieger Shigeru Ishiba wurde er anschließend im Oktober 2024 Finanzminister und Minister beim Kabinettsamt für besondere Aufgaben (Finanzsektor).